# Fons honorum

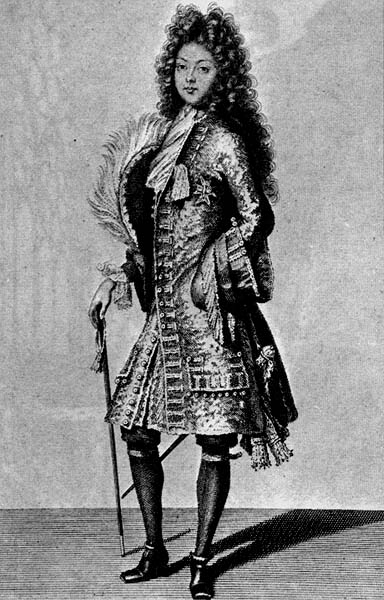
Ludvík August se stal vévodou z Maine díky Ludvíku XIV. a jeho právu fons honorum

Fons honorum (česky zdroj cti) je latinský termín označující moc (právo) papeže či panovníka povyšovat osoby do šlechtického stavu či povyšovat společenství na rytířské řády.

## Historie

### Světské užití
Ve středověké společnosti byli králové (a jiní suverénní panovníci, např. knížata) obvykle válečníci ve svých, zejména feudálních, systémech. Vládci poskytovali svým válečníkům půdu a zároveň nadání, které je opravňovalo k vlastnímu vládnutí nad daným územím a zároveň však zůstávali podřízenými vůči svému pánu. Tito vyznamenaní bojovníci získali tituly od panovníka, tedy díky jeho fons honorum. 

### Církevní užití
Papež mohl povyšovat bratrstva či jiná společenství v rámci církve do šlechtického stavu jako celek a obdobně jako panovník i jednotlivce nebo rody. Příkladem mohou být johanité, jejichž bratrstvo bylo povýšeno na rytířský řád papežem Paschalem II. díky jeho fons honorum v této záležitosti.